# Ballester (menestral)
Un ballester era un menestral que tenia com a ofici fer ballestes i vendre-les. Als segles xiv i xv, treballaven ballesters a Barcelona (a mitjan segle xv, n'hi havia nou), Lleida, Girona, etc.